# River Road (Hamilton)
Pour les articles homonymes, voir River Road.
River Road est une banlieue résidentielle de Hamilton, située sur la rive orientale du fleuve Waikato en Nouvelle-Zélande. 

## Situation
La route éponyme va du pont Claudelands (en) au nord, au pont Pukete (en), et au-delà jusqu'à Ngaruawahia (en) mais la majeure partie de la banlieue se situe entre  Boundary Road et Donny Park.
Les propriétés proches de la rivière sont beaucoup plus chères que celles qui en sont éloignées.
La majeure partie de River Road figurait déjà sur une carte de 1865 bien qu'il ait fallu attendre quelques années avant qu'elle ne soit construite, et en 1866, seul un pont avait été érigé.
Un sentier pédestre longe la berge mais il ne couvre pas toute la longueur de la zone.

## Démographie
La zone statistique de Miropiko, qui correspond  à la localité de River Road, avait une population de 3 186 habitants lors du recensement néo-zélandais de 2018, en augmentation de neuf personnes (soit 0,3 %) depuis celui de 2013, et une augmentation de 195 personnes (soit 6,5 %) depuis 2006. 
Il y avait 1 185 logements. 
On comptait 1 530 hommes et 1 656 femmes, donnant un  sexe-ratio de 0,92 homme pour une femme. 
L’âge médian était de 39,3 ans (comparé avec les 37,4 ans au niveau national), avec 597 personnes (soit 18,7 %) âgées de moins de 15 ans, 645 personnes (soit 20,2 %) âgées de 15 à 29 ans, 1 464 personnes (soit 46,0 %) âgées de 30 à 64 ans, et 480 personnes (soit 15,1 %) âgées de 65 ans ou plus.
L’ethnicité était pour de 82,1 % d’européens/Pākehā, 14,3 % de maoris, 4,3 % de personnes du Pacifique, 8,0 % d’asiatiques et 3,2 % d’autres ethnicités (le total fait plus de 100 % dans la mesure où une personne peut s’identifier avec de multiples ethnicités).
La proportion de personnes nées outre-mer était de 20,2 %, comparée avec les 27,1 % au niveau national.
Bien que certaines personnes refusent de donner leur religion, 46,5 % n’avaient aucune religion, 43,0 % étaient chrétiens, 1,1 % étaient Hindouistes, 0,5 % étaient musulmans, 0,8 % étaient bouddhistes et 2,6 % avaient une autre religion.
Parmi ceux d’au moins 15 ans, 933 personnes (36,0 %) a un niveau de licence ou un degré supérieur, et 279 personnes (soit 10,8 %) n’avait aucune qualification formelle. 
Les revenus médians  était de 41 400 $, comparé avec les 31 800 $ au niveau national. 
Le statut d’emploi de ceux de moins 15 ans était pour 1 359 personnes (soit 52,5 %)  employées à plein temps, 390 personnes (soit 15,1 %) étaient employées à temps partiel et 69 personnes (soit 2,7 %) étaient sans emploi.
Bien que la zone  statistique soit dénommée Miropiko, Miropiko Pa, une des six pas de Hamilton, se trouve juste au sud, à Claudelands.

## Éducation
- L’école diocésaine de Waikato est une école secondaire privée pour filles (9-13 ans), avec internat.

Elle compte 681 élèves en avril 2023.
Elle a ouvert ses portes en 1928 et est sur son site actuel depuis 1930.

## Bâtiments notables
- Bankwood House au 660 River Road, est une résidence conçue par Thomas Henry White et construit en 1892 sur ce qui était alors un terrain rural[11].